# Inuit Tapiriit Kanatami
Inuit Tapiriit Kanatami, ITK (Inuiter är förenade i Kanada), tidigare känd som Inuit Tapirisat of Canada (engelska Eskimo Brotherhood of Canada), är en ideell organisation i Kanada, som representerar 65 000 inuiter över Inuit Nunangat och resten av Kanada. Organisationens uppdrag är att tjäna som en nationell röst som skyddar och främjar inuiternas rättigheter och intressen i Kanada.
Organisationen grundades 1971 av ledande inuiter, och har arbetat med olika prioriterade frågor för inuiter, som till exempel att i hjälpa till i förhandlingar av anspråk på mark. Organisationen vill vara inuiternas röst och arbeta för att bevara deras kultur genom att använda olika media däribland television. Organisationen vidtar rättsliga åtgärder mot de som kränker inuiternas rättigheter. Man arbetar för att skapa ett program för att förbättra utbildningen för ungdomarna. ITK har försökt uppnå sina mål antingen i samarbete med olika regeringsnivåer eller i opposition. ITK kan sammantaget sägas företräda inuiterna intressen i Kanada. ITK:s arbete ledde till skapandet av Nunavut.